# Friedrich Ludwig Wilken von Haus
Friedrich Ludwig Wilken von Haus (* 13. April 1686 in Eimbeckhausen; † 13. März 1746 in der Calenberger Neustadt bei Hannover) war ein deutscher Jurist, Geheimer Kammerrat, Landdrost und Gesandter.

## Leben
Friedrich Ludwig Wilken von Haus wurde zur Zeit des Fürstentums Calenberg geboren als ein Spross des Adelsgeschlechtes von Haus. Er studierte Rechtswissenschaften an der Universität Rinteln. Nach der Erhebung des vormaligen Herzogtums zum Kurfürstentum Braunschweig-Lüneburg wurde er 1722 zunächst zum Kammerrat und im Folgejahr 1723 zum Geheimen Kammerrat ernannt. Als kurfürstlich hannoverscher Landdrost des ganzen Herzogtums Lauenburg hatte er seinen Sitz in Ratzeburg. 1736 wurde er als Gesandter an den kaiserlichen Hof entsandt. Er war verheiratet mit Sophie Charlotte v. Bennigsen, mit der er elf Kinder hatte. Die 4 Söhne starben noch als Kinder: Friedrich Ludwig jun. († 1722), Franz Adolf († nach 1731), Johann Heinrich Nikolaus (1734–1740), Ludwig Adolf Christian (* 27. Juli 1746; † Oktober 1746). Von den 7 Töchtern überlebten 5 die Kindheit: Elisabeth Dorothea (1723–1779) ⚭ Gottlieb v. Lenthe, Juliane († Marienwerder 1761, Konventualin), Charlotte Marie ⚭ Friedrich v. Düring, Anne Sophie Juliane (1730–1793) ⚭ Ernst v. Reden und Caroline Auguste Luise (1733–1795) ⚭ Benedict v. Bremer. Die Kinder wurden zum Teil in den Familiengruft unter der St.-Martins-Kirche Eimbeckhausen beigesetzt, wo mit Georg Friedrich Wilhelm v. Bremer 1857 die letzte Bestattung erfolgte.
Bis ca. 1800 existierte in Eimbeckhausen außerdem noch eine uneheliche Linie der Familie, die sich jedoch nur Haus nannte.
Von Haus und seine Frau Sophie Charlotte ließen sich einzeln porträtieren, jeweils in zwei Ausführungen. Eines der Gemälde von Sophie Charlotte befindet sich im Saarlandmuseum (Alte Sammlung der Stiftung Saarländischer Kulturbesitz), das andere im Historischen Museum Hannover. Die beiden Porträts von Friedrich Ludwig befinden sich in Privatbesitz, ebenso eines der Tochter Elisabeth Dorothea. Weiterhin gibt es ein privat besessenes Bruststück von Anne Sophie Juliane sowie einen Schattenriss von Caroline Auguste Luise ebenfalls im Historischen Museum Hannover.

## Werke

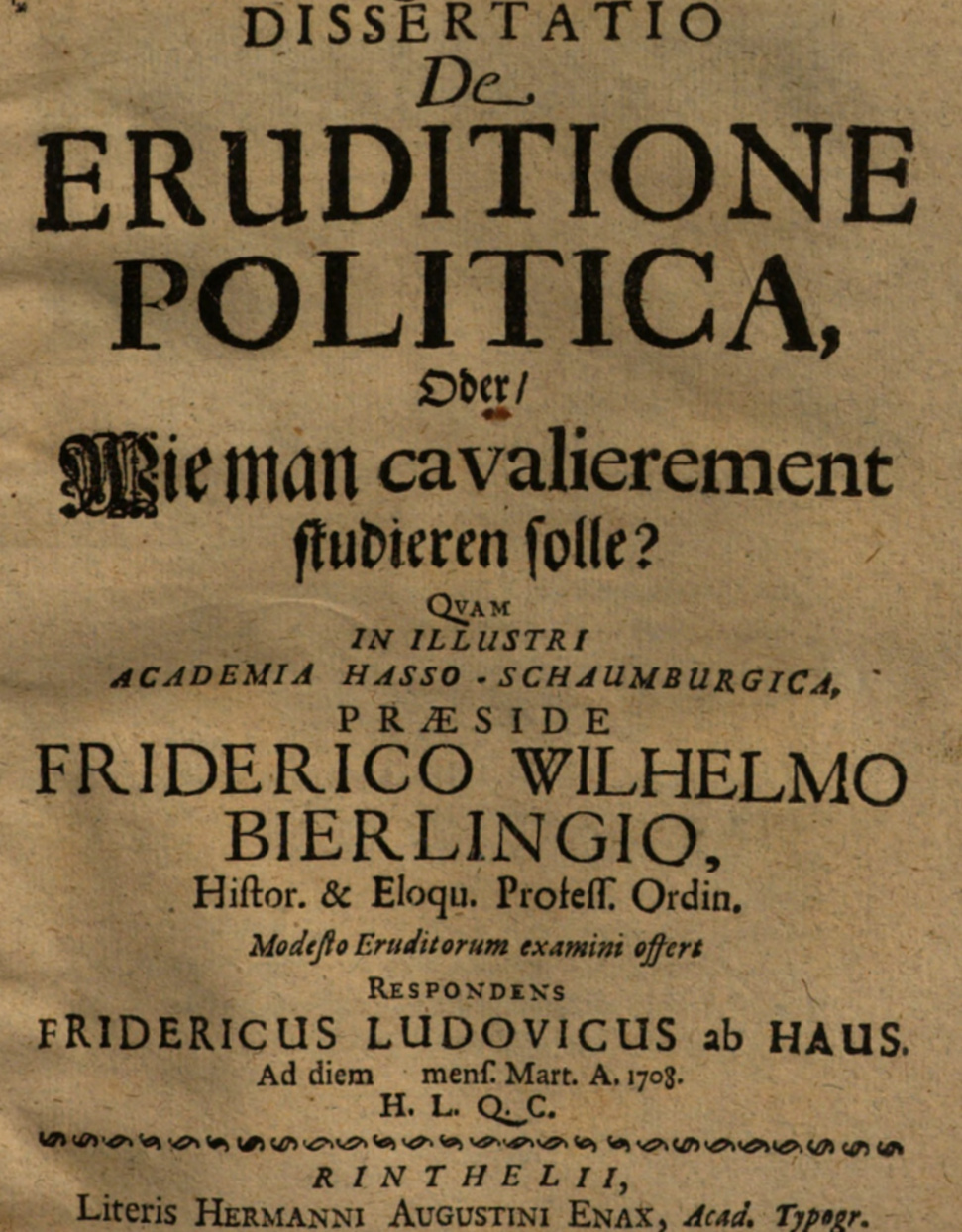
Dissertatio de Eruditione Politica (1708)

- Friedrich Wilhelm Bierling, F. L. v. Haus (Resp.): Tractatio de Eruditione Politica, Oder: Wie Man Cavalierement Studieren Solle?, Rinteln, 1708 (vorhanden in der Dauerausstellung der universitätsgeschichtlichen Abteilung des Universitäts- und Stadtmuseums Rinteln).[8][9][10][11]